# Mega Shark vs. Kolossus
Mega Shark vs. Kolossus ist ein US-amerikanischer Science-Fiction-Actionfilm aus dem Jahr 2015. Der vierte und bislang letzte Teil der vom Filmstudio The Asylum produzierten Mega-Shark-Reihe wurde unter der Regie von Christopher Ray in Los Angeles sowie Santa Clarita abgedreht und im Juli 2015 international als DVD- und Blu-ray-Ausführung erstveröffentlicht. Der Nachfolgetitel von Mega Shark vs. Mechatronic Shark erhielt durchweg negative Kritiken. In Deutschland wurde der Film ab dem 16. Juli 2015 als DVD vertrieben.

## Handlung
Vor der brasilianischen Küste taucht wie aus dem Nichts ein gigantischer Hai auf, der sogleich damit beginnt, Tod und Zerstörung zu verbreiten. Die Biologin Alison, die der Ansicht ist, dass es einen guten Grund für das Erscheinen des Riesen gibt, will ihn um jeden Preis näher untersuchen, doch das US-Militär setzt es sich zum Ziel, das rasende Biest auszulöschen – ein Vorhaben, das sich als höchst kompliziert und verlustreich entpuppt. Derweil erwacht Tausende Kilometer entfernt eine weitere Gefahr, als russische Wissenschaftler auf der Suche nach einer neuen Energiequelle versehentlich den riesenhaften Kampfroboter „Kolossus“, ein sowjetisches Relikt aus dem Kalten Krieg, aktivieren. Unkontrollierbar und schwer bewaffnet, zieht dieser nun umher und hinterlässt eine Schneise der Verwüstung. Als die beiden rasenden Kreaturen nach einiger Zeit letztendlich aufeinandertreffen und sich eine gnadenlose Schlacht liefern, machen sich wenige Tapfere im Angesicht eines globalen Desasters daran, beide, Fisch und Maschine, aufzuhalten.

## Rezeption
Mega Shark vs. Kolossus wurde ausschließlich schlecht bewertet, in Anbetracht der aus den vorherigen Mega-Shark-Filmen bekannten Ausrichtung auf einen gewollten Trashfilm von manchen jedoch wohlwollend als solcher aufgenommen. So wird er auf kino.de z. B. als „handfester, unterhaltsamer Trash“ bezeichnet. Volker Schönenberger urteilte auf dienachtderlebendentexte.com:

„[…] Hirnlose Unterhaltung? Ganz sicher, aber mit der richtigen Menge Bier und ein paar Kumpels kann das Spaß machen […]“